# Passage Boulay
Passage Boulay är en passage i Quartier des Épinettes i Paris sjuttonde arrondissement. Passagen är uppkallad efter den markägare, på vars mark passagen anlades. Passage Boulay börjar vid Rue de La Jonquière 102 och slutar vid Boulevard Bessières 99.

## Omgivningar
- Sainte-Marie des Batignolles
- Square Ernest-Goüin
- Impasse de La Jonquière
- Rue Guttin
- Impasse du Pèlerin
- Rue Bessières

## Bilder
| - Gatuskylt. - Sainte-Marie des Batignolles. - Square Ernest-Goüin. |

## Kommunikationer
- Tunnelbana – linjerna   – Porte de Clichy
- Busshållplats Boulay – Paris bussnät

### Webbkällor
- ”Passage Boulay”. Mairie de Paris. https://web.archive.org/web/20150910063037/http://www.v2asp.paris.fr/commun/v2asp/v2/nomenclature_voies/Voieactu/1166.nom.htm. Läst 12 januari 2024.
- ”Passage Boulay (17ème arrondissement)”. Les rues de Paris. https://web.archive.org/web/20160409113644/http://www.parisrues.com/rues17/paris-17-passage-boulay.html. Läst 12 januari 2024.